# Antonín Jedlička (malíř)
Antonín Jedlička (9. června 1833, Praha – 18. dubna 1875, Vídeň) byl český malíř a kreslíř.

## Život
Antonín Jedlička od roku 1849 studoval na vídeňské Akademii a poté v letech 1866–1870 u Josefa Matyáše Trenkwalda na Akademii v Praze. Původně se chtěl věnovat sochařství, ale pro slabou tělesnou konstituci se zaměřil na malířství. Roku 1874 ho jako svého asistenta povolal J. M. Trenkwald do Vídně, ale Antonín Jedlička v následujícím roce zemřel.

## Dílo
Nejznámějším dílem Antonína Jedličky je cyklus obrazů Sedmero skutků milosrdenství. V křesťanském náboženství platilo původně šest skutků milosrdenství: nasytit hladové, napojit žíznivé, obléci nahé, poskytnout přístřeší, navštěvovat nemocné a utěšovat vězněné, od 12. století k nim po morových epidemiích přibyl sedmý skutek – pohřbívat zemřelé. Kartony s kresebnými předlohami byly oceněny medailí na Světové výstavě ve Vídni roku 1873. Po Jedličkově smrti byl cyklus vystaven na výroční výstavě Krasoumné jednoty v roce 1975. Obrazy vlastnil mecenáš Josef Hlávka a z jeho odkazu z roku 1904 se dostaly do sbírek Národní galerie v Praze.